# Carme Boyé i Parera
Carme Boyé i Parera   (Samalús, 1910 - Barcelona, 1999) és una llatinista i lingüista catalana. Llicenciada en filosofia i lletres, va traduir les Tristes (1965-66), amb la col·laboració de Miquel Dolç, i les Pòntiques (1985), d'Ovidi.
Se’n conserva inèdita una traducció del poema Anàbasi de Saint-John Perse. Va ser sòcia fundadora de la Societat Catalana d'Estudis Clàssics.